# Coccus lumpurensis
Coccus lumpurensis är en insektsart som beskrevs av Takahashi 1952. Coccus lumpurensis ingår i släktet Coccus och familjen skålsköldlöss. Inga underarter finns listade i Catalogue of Life.